# Margarete Weisenborn
Margarete Schnabel, detta Joy (Essen, 5 settembre 1914 – Heide, 2004), è stata una scrittrice e cantante tedesca, combattente della resistenza contro il regime nazista.

## Biografia
Figlia di Johannes Julius Schnabel, proprietario di una piccola fabbrica manifatturiera a Wuppertal, completò la sua istruzione alle scuole medie e non frequentò mai le superiori. Suo padre morì mentre frequentava le scuole medie e la famiglia si ritrovò in povertà, situazione che la portò negli anni a sviluppare un carattere ribelle. Nel 1933 fu mandata in un collegio per bambini problematici nei Paesi Bassi, dove si formò per diventare insegnante. Terminati gli studi, intraprese un lungo viaggio attraverso la Francia e l'Inghilterra, mantenendosi mentre viaggiava come ragazza alla pari e imparando le lingue. Durante il viaggio in Inghilterra incontrò Libertas Haas-Heye.
Nel biennio 1937-1938 lavorò come insegnante privata presso il castello di Schwerin nel Meclemburgo. In seguito lavorò in un'agenzia di viaggi di Berlino; aveva progetti artistici, voleva diventare scultrice, cantante o attrice e soggiornò in casa di Harro Schulze-Boysen, in questo periodo entrò in contatto con il gruppo di resistenza dell'Orchestra Rossa. Nel 1940 visitò la Francia, la Sicilia e il Reich tedesco come cantante e attrice in tournée per la Wehrmacht.
Il 25 gennaio 1941 Weisenborn sposò Günther Weisenborn, impegnandosi sempre più nelle attività legate alla resistenza.

### Arresto
Il 26 settembre 1942 Joy e Günther Weisenborn furono arrestati. Fu imprigionata nel carcere femminile di Charlottenburg il 28 gennaio 1943 e rilasciata nell'aprile 1943. Günther Weisenborn fu condannato a morte dal Reichskriegsgericht e portato nella prigione di Luckau, fino alla sua liberazione da parte dell'Armata Rossa nel 1945.

## Nel dopoguerra
Dal 1969, dopo la morte di Günther, visse ad Agarone, in Svizzera. In età avanzata, quando i gradini e le scale "di montagna" le rendevano la vita difficile, decise di trasferirsi in un appartamento condiviso ad Ascona e infine si trasferì ancora a Heide per rimanere vicina al figlio Sebastian, poco prima della sua morte.
Nel luglio 2017, il figlio Christian Weisenborn pubblicò il film documentario Die guten Feinde, in cui compaiono i genitori insieme a molti membri del gruppo Orchestra Rossa, dove tenta di tracciare un ritratto del gruppo.